# Mogens Bechgaard
Mogens Bechgaard (født 17. marts 1922 i Lemvig, død 2. august 1988) var en dansk politiker, tømmerhandler og atlet.
I perioden 1963-1966 var Bechgaard, som repræsenterede en borgerliste, borgmester i Farum Kommune.
Som ung var Bechgaard en dygtig roer og sprinter. Han var medlem af Københavns IF og vandt en bronzemedalje ved DM i 1945 på 200 meter, fik tre DM-guldmedaljer og satte to danske rekorder i stafet. Han var tre gange på landsholdet.

## Danske mesterskaber
- Bronze 1945 200 meter 23,0

## Personlige rekorder
- 100 meter: 11,3 (1943)
- 200 meter: 23,0 (1945)
- 400 meter: 50,8 (1945)
- 1000 meter: 2.42,5 (1945)